# Ладівниця

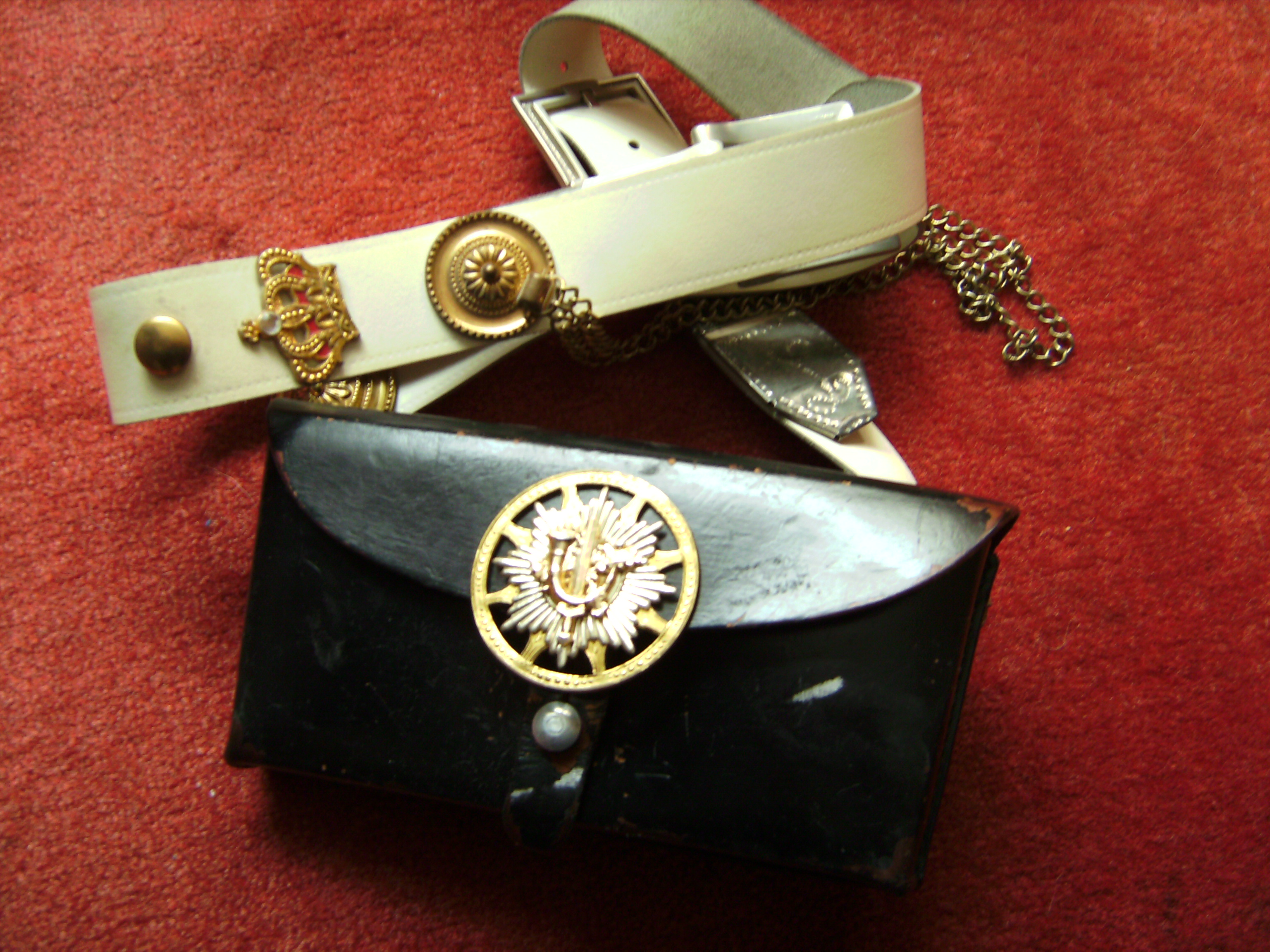
Ладівниця уланів Людовика II Голландського, початок XIX ст.

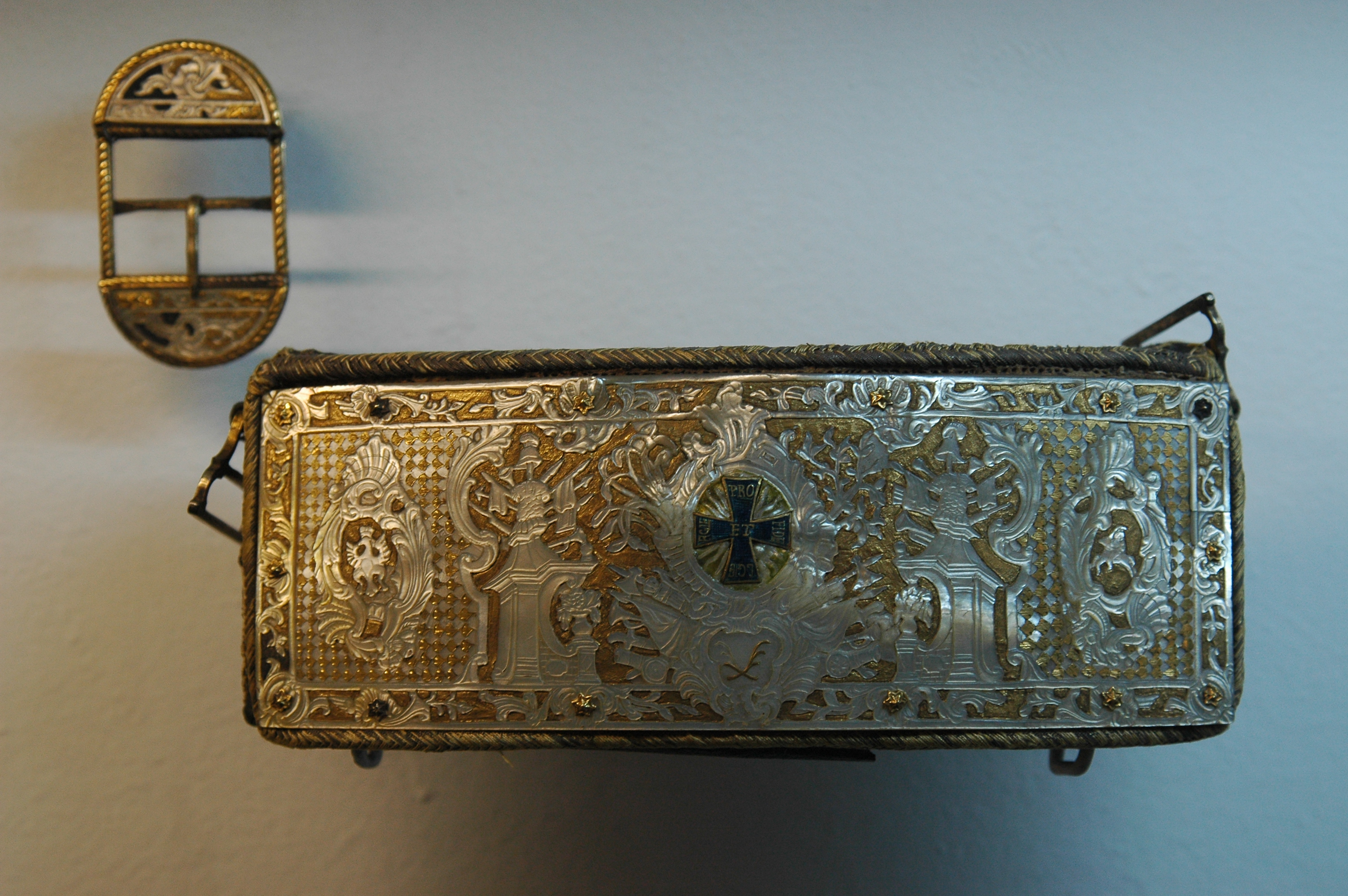
Польська ладівниця, XVIII ст.

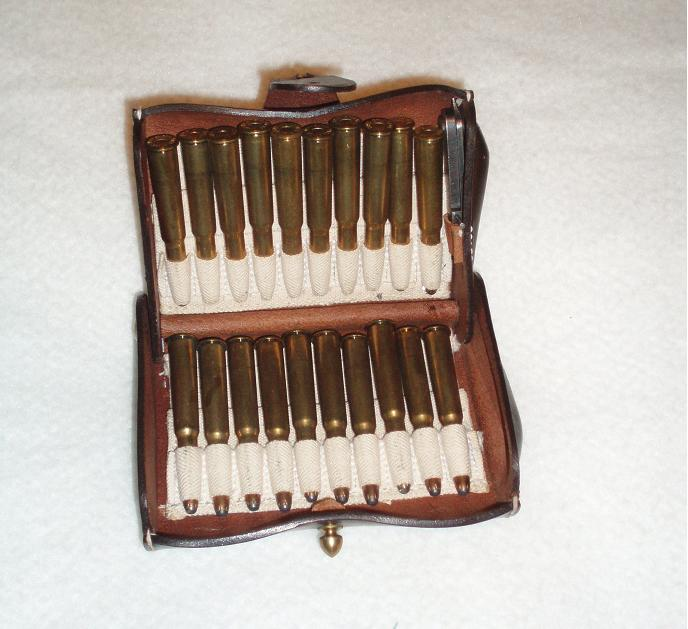
Американська ладівниця

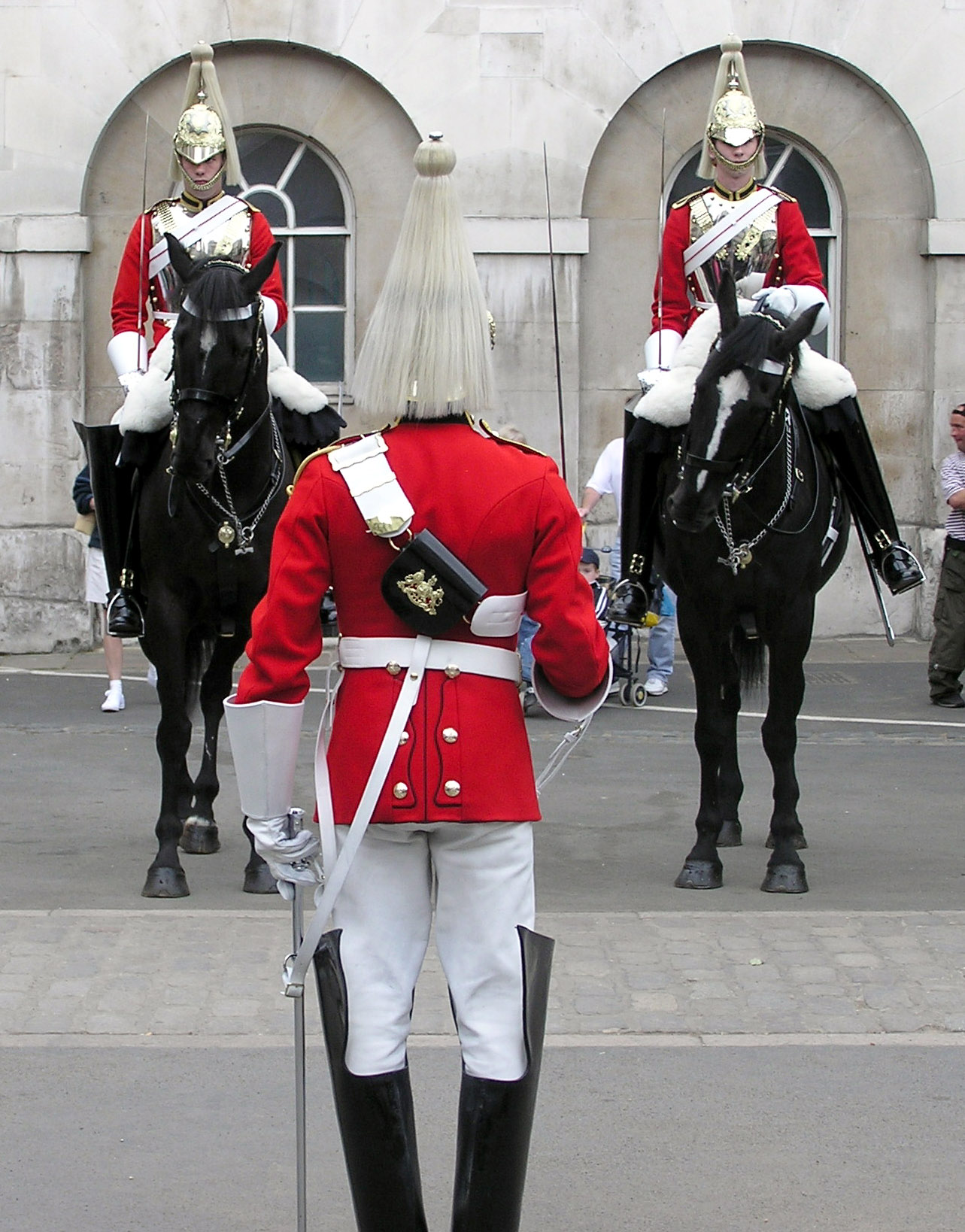
Ладівниця як частина парадної форми Британська гвардія

Ладівни́ця, лядівни́ця, лєдовни́ця (пол. ładownica), ладу́нка, ляду́нка (пол. ładunek < нім. Ladung — «заряд») — елемент військового спорядження, спеціальна сумка або коробка, призначена для перенесення боєприпасів. Ладівниці переважно носили на поясі, рідше — на плечовому перев'язі.
Використовувалася і використовується також як складова парадної форми.

## Історія
Ладівниці поширилися у європейських арміях з XVI ст., замінивши собою бандольєри і берендейки. У цих пристроях теж використовувався принцип попереднього дозування зарядів: відміряні порції пороху зберігалися в окремих трубочках — попередницях набоїв. Стрільцеві не треба було витрачати час на визначення точної кількості «зілля» для пострілу — досить було всипати готовий заряд у ствол зброї. Саме слово «ладівниця» походить з польської мови (ładownica < ładować — «заряджати»), і з'явилося там у XVII столітті.
Ладівниці носили зазвичай на боці, але могли використовуватися і інші способи кріплення. Так, ладівниці гренадерів XVII—XVIII ст. поміщалися на поясі попереду (аналогічно сучасним поясним сумкам), бо бічна сумка в цих військах призначалася для перенесення ручних гранат.
Артилеристи зберігали в ладівницях запальні трубки. На перев'язах артилерійських ладівниць кріпилися два протравники — залізний (для прочищання запалювальних отворів) і мідяний (для проколювання картузів).
З переходом армій на набої з металевими гільзами ладівниці стали споряджати гніздами-петельками. Щодо них вже застосовний сучасний термін «патронташ».
У сучасних арміях ладівниці збереглися лише як елемент парадної форми деяких частин, у польовій формі одягу їх замінили набойні підсумки — з кишенями для обойм чи магазинів.

## У козаків
Серед запорозьких козаків ладівниці отримали поширення в XVII ст. Конструкція їх могла бути різною. Один з типів являв собою спаяні між собою в 1-2 рядки залізні трубочки, у яких розміщалися готові заряди з відміряної порції пороху і кулі (вони звалися «ладунками»). Для захисту від вологи блок трубочок закривався клапаном-віком. Інший тип — у вигляді шкіряної чи дерев'яної скриньки або поперечно прошитого шкіряного пояса, прикритого ззовні орнаментованою срібною бляхою. Такі ладівниці були звичайнішими для поляків, їх часто можна зустріти у польських музеях.
Використання зарядних трубочок спрощувало процес заряджання: досить було вийняти паперовий мішечок з трубочки ладівниці, розірвати папір і всипати заряд («ладунок») у ствол зброї. Техніка виготовляння набоїв точно не відома. Можна припустити, що паперова гільза скручувалася з паперу за допомогою деревʼяної палички — навійника. У гільзу поміщалася куля, далі засипався порох пороховою міркою (мірною лієчкою). Край набою скручувався, після чого він поміщався у ладівницю.